# تل جهیدون
تُل جهیدون یا قلعهٔ یهودیان، نام قلعه‌ای تاریخی و تخریب‌شده در کازرون است که بر روی یک تپه قرار داشته است. این تپه و نواحی اطراف آن در گذشته، گورستان اختصاصی یهودیان کازرون به‌شمار می‌رفته است.

## موقعیت جغرافیایی
این اثر در جنوب شرقی شهر کازرون و در مجاورت شهرک ناصرآباد قرار دارد.

## ثبت ملی
این اثر در ۲۵ اسفند ۱۳۷۹ با شمارهٔ ثبت ۳۲۷۸ در فهرست آثار ملی ایران به ثبت رسید.

## تاریخچه
این تپه محل قرارگیری یک قلعه بزرگ و یک آتشکده بوده است. با این حال این مکان در سده‌های گذشته، گورستان یهودیان کازرون به‌شمار می‌رفته است و به همین دلیل به تُل جهیدون (تپهٔ یهودیان) شهرت دارد. 
در جریان جنگ جهانی اول و تسلط انگلیسی‌ها بر جنوب ایران، این تپه محل تجمع نیروهای انگلیسی بود و حفاری‌های بسیاری در آن انجام دادند.
پیدا شدن سکه‌های فراوان در این تپه، این شک را به وجود آورده که ممکن است در این محل ضرابخانه‌ای تاریخی وجود داشته است.
در سال‌های ۱۳۵۳ و ۱۳۵۴ با تلاش برخی از فعالین میراث فرهنگی در کازرون، گروهی از کارشناسان امور باستانی از این محل بازدید کردند. این گروه در نتیجهٔ مطالعات خود وجود یک قلعهٔ بزرگ و یک آتشکده را تأیید کرد.
آثار طاق آتشکده و دیوار حصار قلعه که در آن سال‌ها هنوز باقی بود، در اثر بی‌توجهی در سال‌های بعد تخریب شد.

## نگارخانه

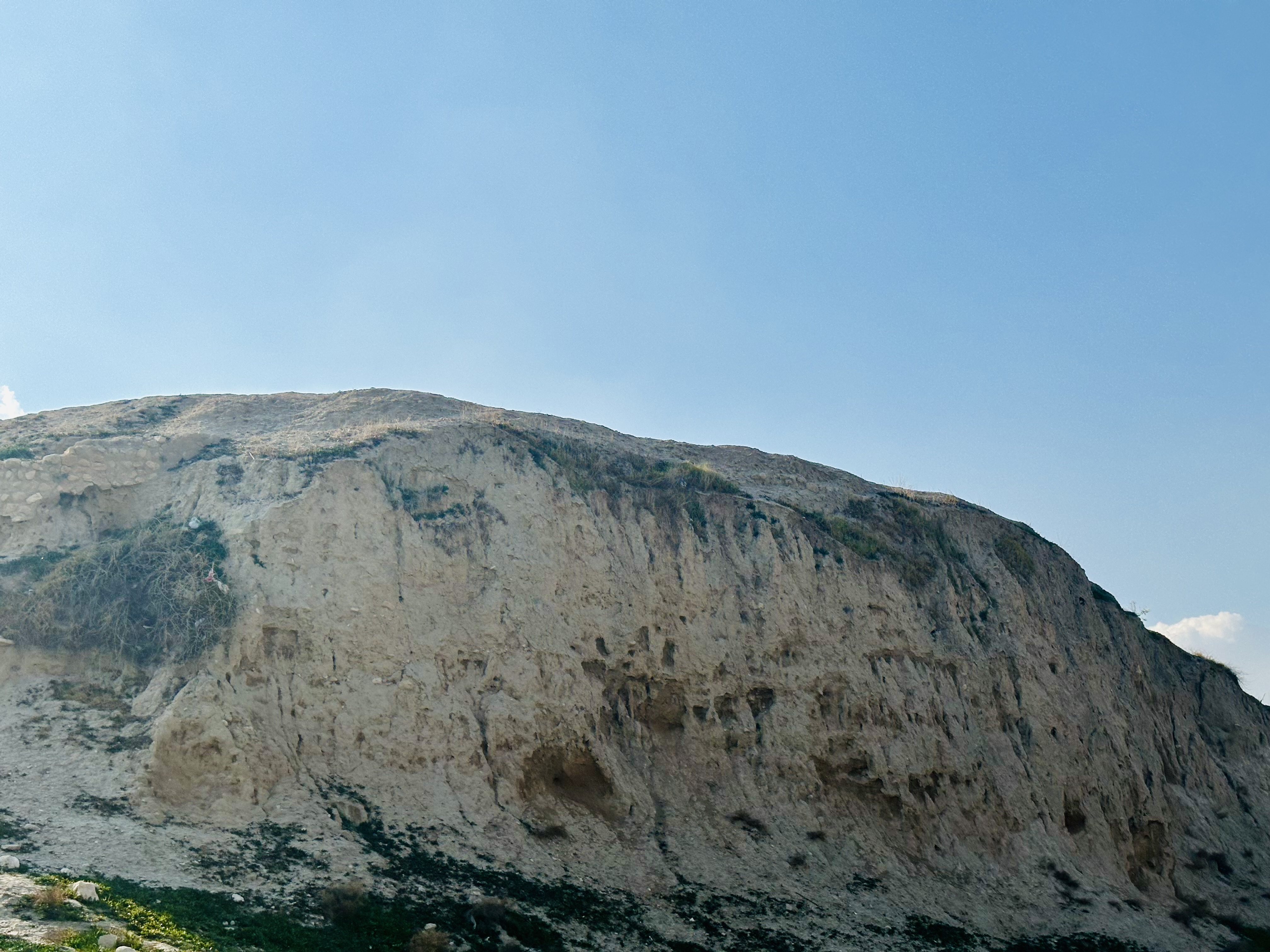
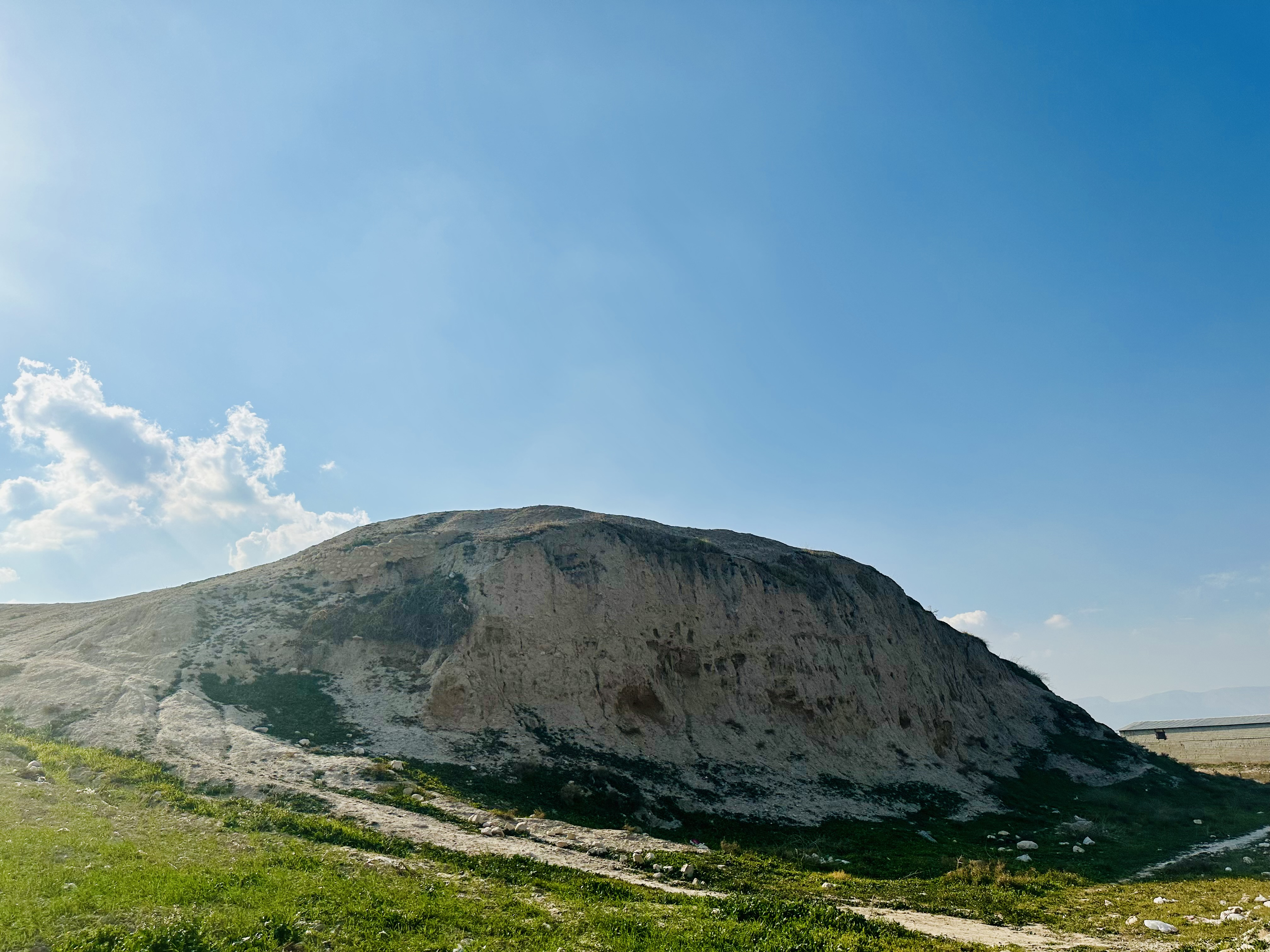
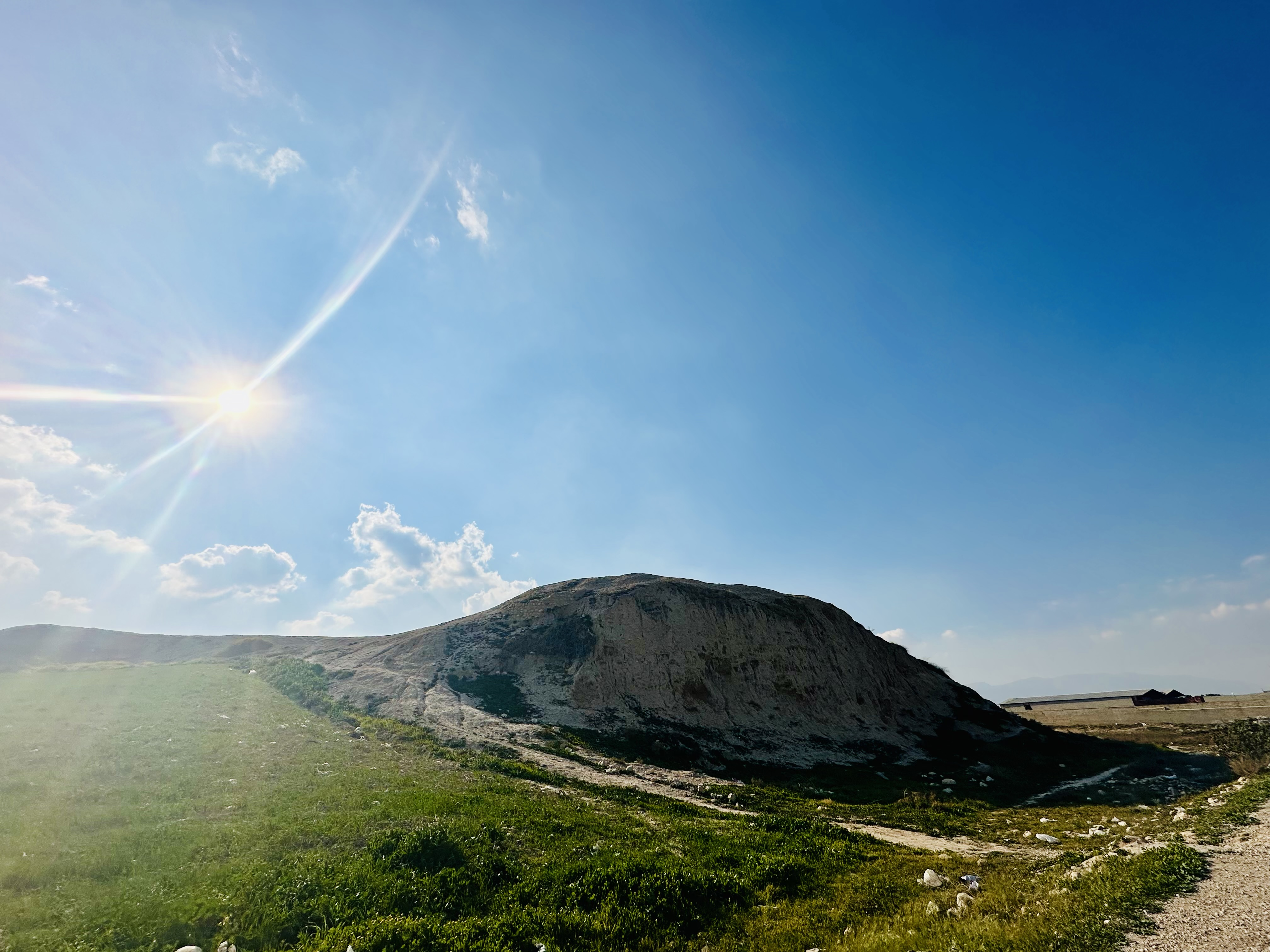
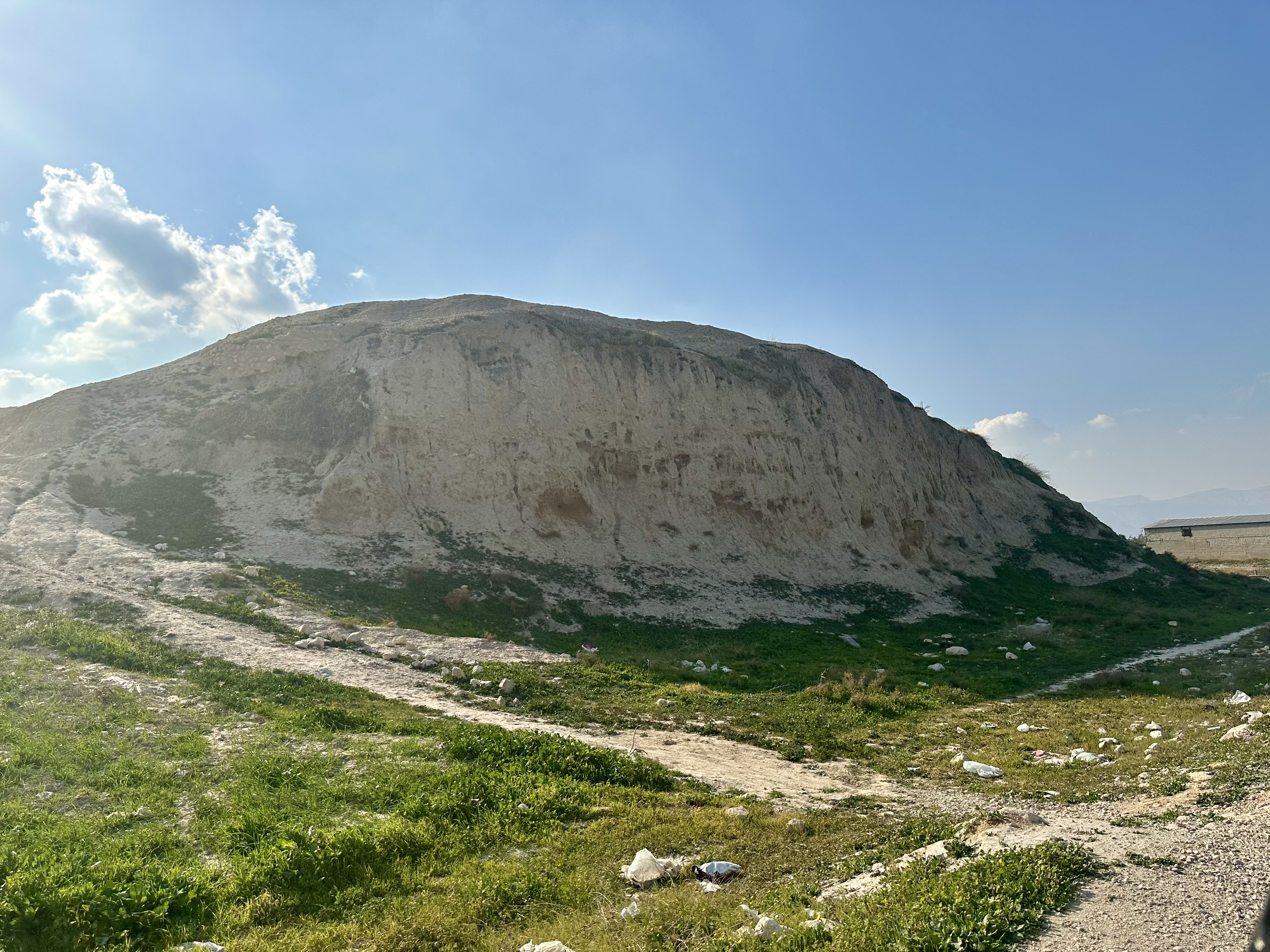
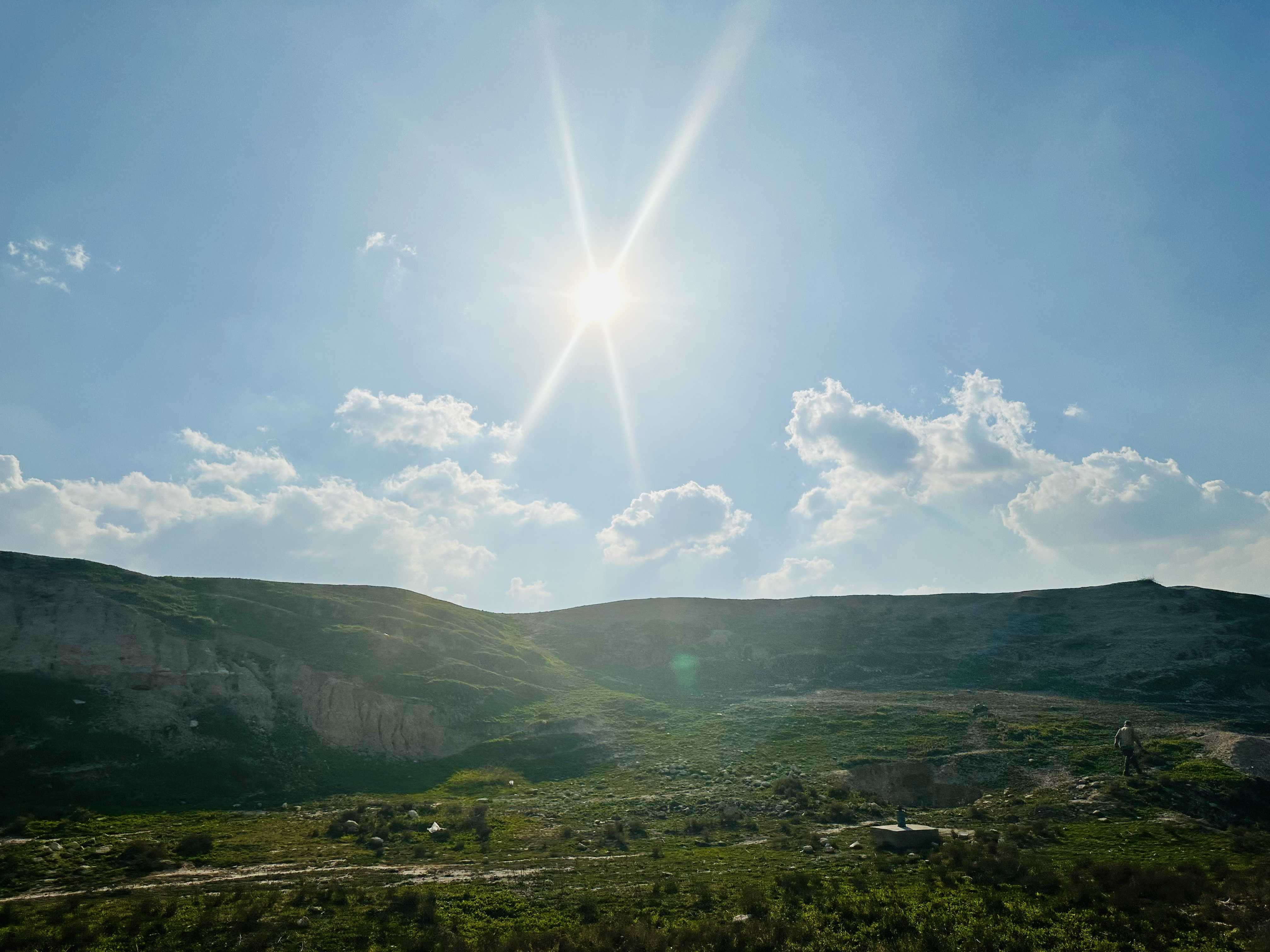
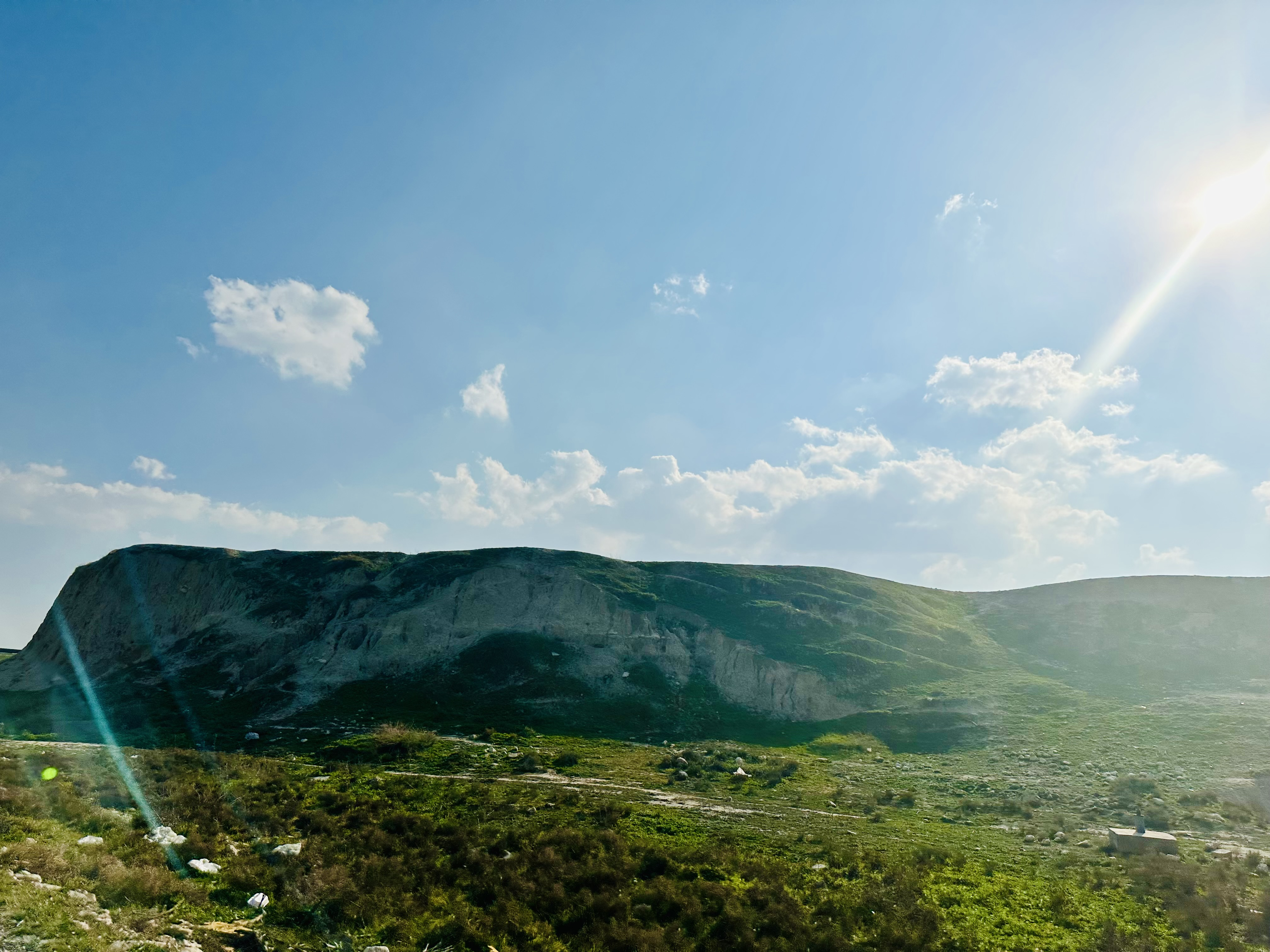
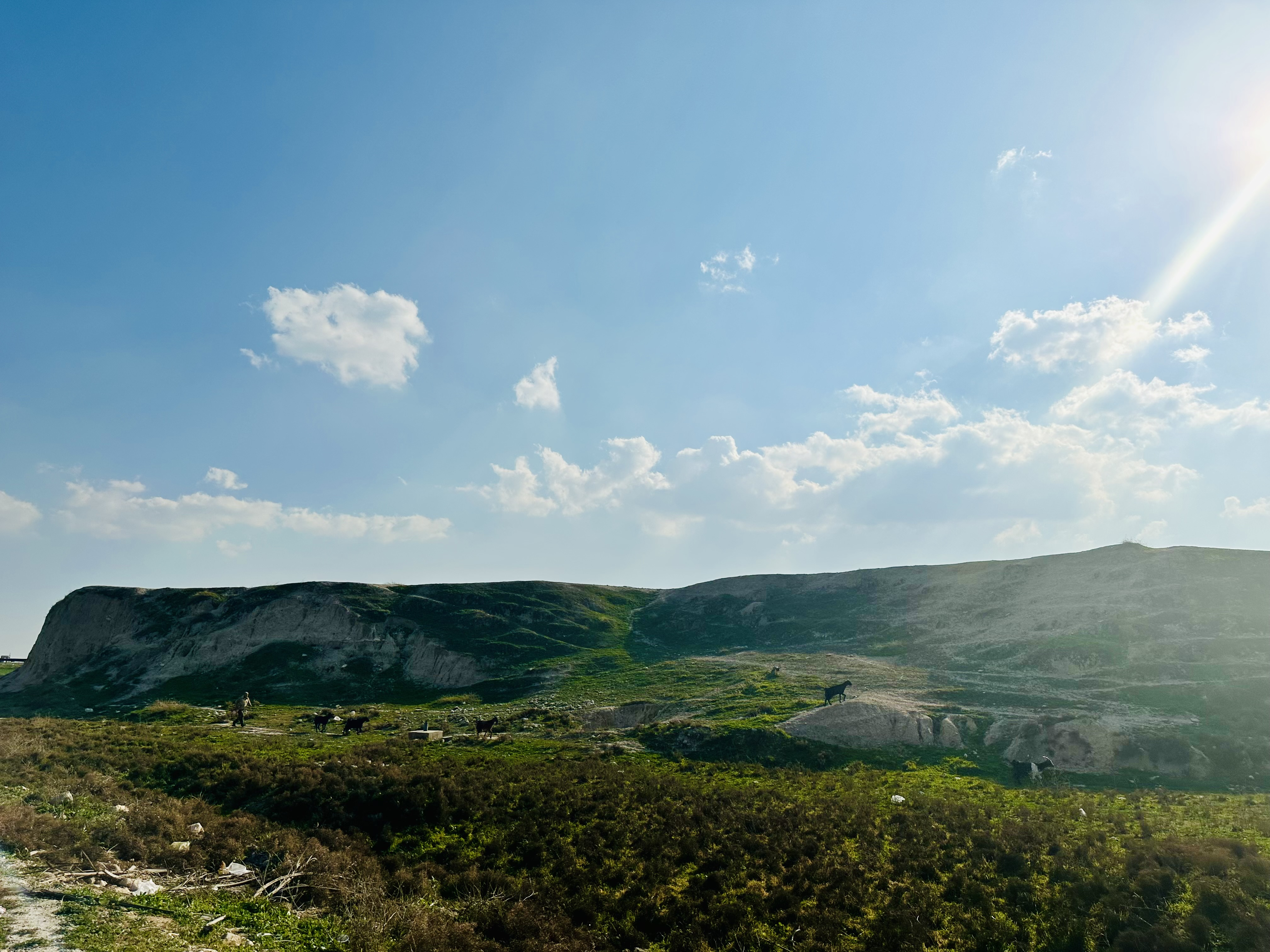
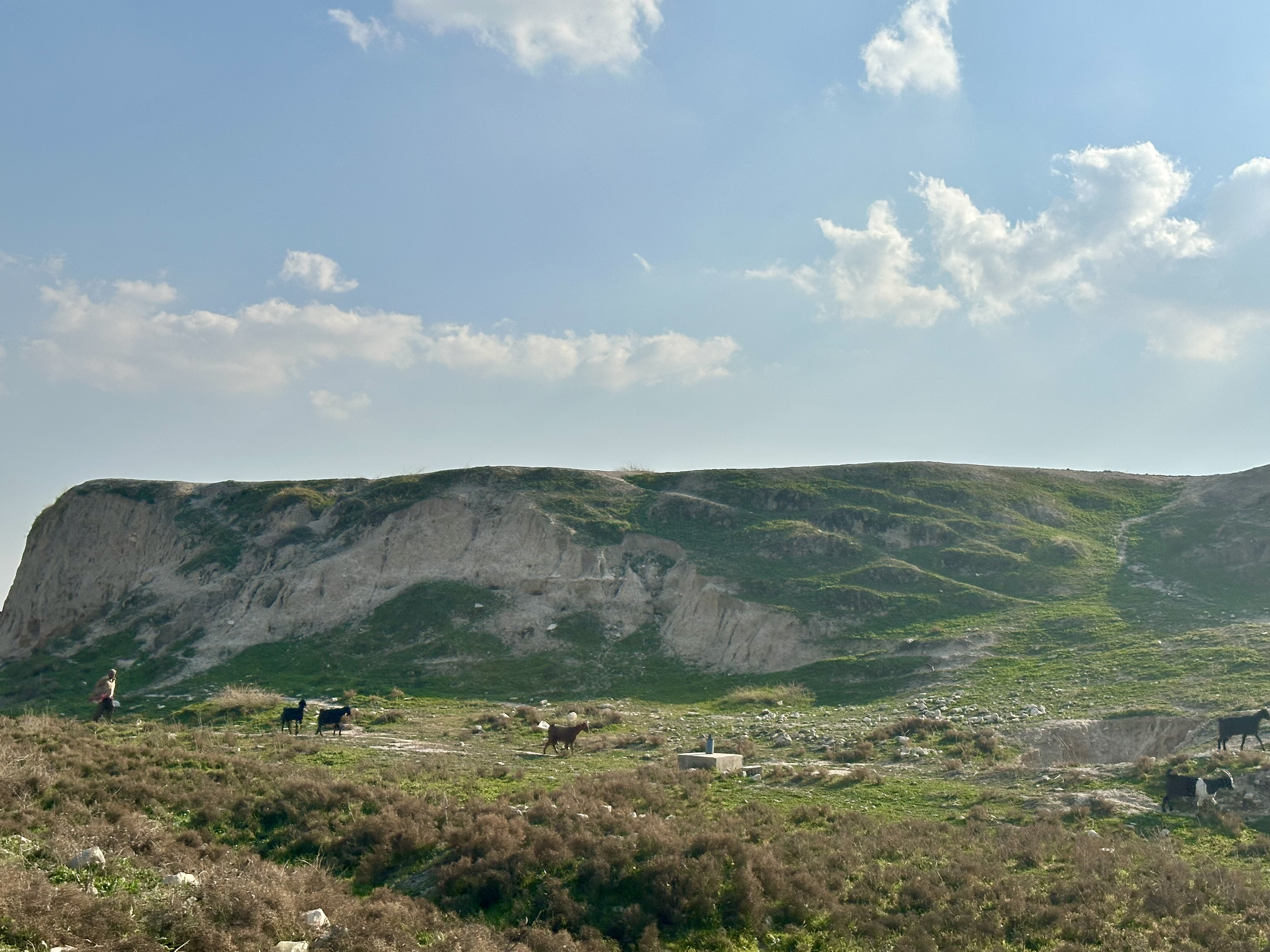